# 3624 Mironov
3624 Mironov eller 1982 TH2 är en asteroid i huvudbältet som upptäcktes den 14 oktober 1982 av den rysk-sovjetiska astronomen Ljudmila Karatjkina och den rysk-sovjetiska och ukrainska astronomen Ljudmila Zjuravljova vid Krims astrofysiska observatorium på Krim. Den har fått sitt namn efter den sovjetiske skådespelaren Andrej Mironov.
Asteroiden har en diameter på ungefär sju kilometer och tillhör asteroidgruppen Flora.